# Oumar Ben Salah
Oumar Ben Salah (Abidjã, 2 de julho de 1964) é um ex-futebolista profissional marfinense que atuava como meia.

## Carreira
Oumar Ben Salah se profissionalizou no Stade d'Abidjan.

## Seleção
Oumar Ben Salah integrou a Seleção Marfinense de Futebol na Copa Rei Fahd de 1992, na Arábia Saudita.

## Títulos
Costa do Marfim
- Copa das Nações Africanas: 1992